# Poilly-lez-Gien

Poilly-lez-Gien este o comună în departamentul Loiret din centrul Franței. În 1 ianuarie 2022 avea o populație de 2.464 de locuitori.